# Lokomotiva EU20

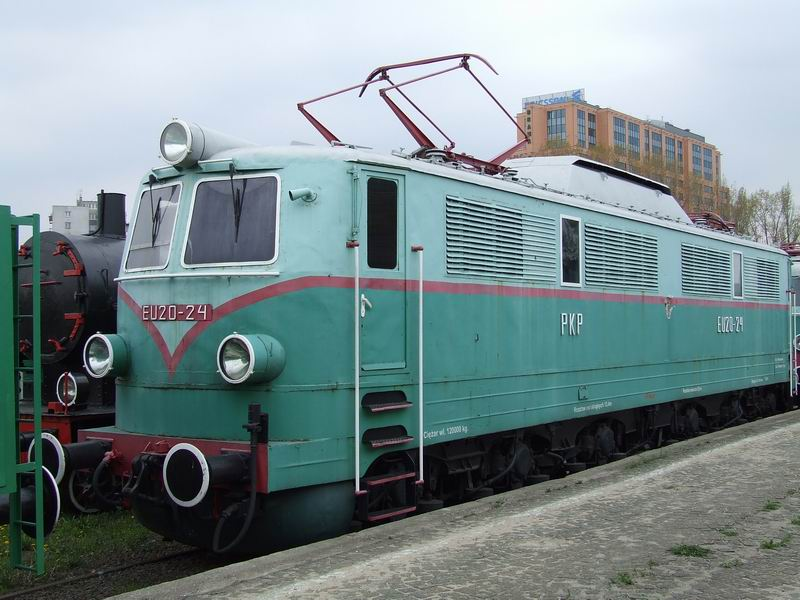
Lokomotiva EU20-24

Lokomotivy řady EU20 jsou čtyřnápravové stejnosměrné elektrické lokomotivy, které pro polské železnice Polskie Koleje Państwowe dodala německá společnost v letech 1955-1958 v počtu 34 kusů.